# Galambos vasútállomás
Galambos vasútállomás egy Bács-Kiskun vármegyei vasútállomás, Petőfiszállás településen, a MÁV üzemeltetésében. A község nyugati határszélén, külterületek közt helyezkedik el, közúti elérését az 5402-es út biztosítja.
Nincs forgalmi szolgálat, vonatról kalauzok menesztik a személyvonatokat, interégiókat.

## Vasútvonalak
Az állomást az alábbi vasútvonalak érintik:
- Kiskunhalas–Kiskunfélegyháza-vasútvonal

## Kapcsolódó állomások
A vasútállomáshoz az alábbi állomások vannak a legközelebb:
- Jászszentlászló vasútállomás (Kiskunhalas–Kiskunfélegyháza-vasútvonal)
- Kiskunfélegyháza vasútállomás (Kiskunhalas–Kiskunfélegyháza-vasútvonal)

## Forgalom
| Járat             | Útvonal | Gyakoriság |
| ----------------- | --- | ---------- |
| személyvonat      | Baja – Bácsbokod-Bácsborsód – Almás – Bácsalmás – Mélykút – Jánoshalma – Erdőszél – Kunfehértó – Kiskunhalas | Napi 2 pár |
| Kiskun InterRégió | Baja – Bácsbokod-Bácsborsód – Almás – Bácsalmás – Mélykút – Jánoshalma – Erdőszél – Kunfehértó – Kiskunhalas – Harkakötöny – Tajó – Kiskunmajsa – Jászszentlászló – Galambos – Kiskunfélegyháza – Kunszállás – Városföld – Kecskemét | 2 óránként |